# Ribeira do Rio Seco
Ribeira do Rio Seco é uma ribeira de Portugal que nasce a cerca de 20 km do litoral algarvio, no concelho de Vila Real de Santo António, e desagua perto de Castro Marim.